# Tibetococcus nyalamiensis
Tibetococcus nyalamiensis är en insektsart som först beskrevs av Tang 1987.  Tibetococcus nyalamiensis ingår i släktet Tibetococcus och familjen ullsköldlöss. Inga underarter finns listade i Catalogue of Life.